# كيف تصبح طاغية
كيف تصبح طاغية (بالإنجليزية: How to Become a Tyrant)‏ هي سلسلة وثائقية من نتفليكس مبنية على دليل الديكتاتور ورواها بيتر دينكلاج . 

## حبكة
يحث الراوي على أن الجميع يريد القوة المطلقة لتحويل المجتمع حسب رغبته ويشرع في شرح كيف يمكن الحصول على هذه القوة واستدامتها. تستمر سلسلة الوثائق في تحليل السير الذاتية للديكتاتوريين التاريخيين مثل أدولف هتلر ، وجوزيف ستالين ، وماو تسي تونغ ، ومعمر القذافي ، وكيم إيل سونغ ، وعيدي أمين ، وصدام حسين .

## طاقم التمثيل
- بيتر دينكلاج في دور الراوي

## الحلقات
| مدة الحلقة | عنوان                 | رقم الحلقة |
| ---------- | --------------------- | ---------- |
| 30 دقيقة   | الاستيلاء على السلطة  | 1          |
| 27 دقيقة   | سحق المنافسين         | 2          |
| 27 دقيقة   | الحكم من خلال الإرهاب | 3          |
| 26 دقيقة   | السيطرة على الحقيقة   | 4          |
| 25 دقيقة   | بناء مجتمع جديد       | 5          |
| 29 دقيقة   | الحكم مدى الحياة      | 6          |

## إنتاج
تم إنتاج المسلسل من قبل ديفيد جينسبيرج وجيك لوفر وجوناس بيل باشت وبيتر دينكلاج وجونا بيخور.  تم إصدار المسلسل على نيتفلكس في 9 يوليو 2021.  أصدر المجلس البريطاني لتصنيف الأفلام شهادة "15" لهذه السلسلة. 

## روابط خارجية
- كيف تصبح طاغية على موقع IMDb (الإنجليزية)
- كيف تصبح طاغية على موقع روتن توميتوز (الإنجليزية)
- كيف تصبح طاغية على موقع نتفليكس (الإنجليزية)
- كيف تصبح طاغية على موقع فيلمافينيتي (الإسبانية)
- كيف تصبح طاغية على موقع قاعدة بيانات الفيلم (الإنجليزية)